# Сосьвинский муниципальный округ
Со́сьвинский городской округ — муниципальное образование в Свердловской области России. Относится к Северному управленческому округу.
Административный центр — посёлок городского типа Сосьва.
В рамках административно-территориального устройства области, городской округ находится на территории административно-территориальной единицы Серовский район.
С 1 января 2025 года имеет статус муниципального округа.

## География
Сосьвинский городской округ расположен в центральной части Свердловской области, в Северном округе, к востоку от Уральских гор. Общая площадь городского округа составляет 4775,51 км².
Сосьвинский городской округ граничит:
- на северо-западе — с Серовским городским округом,
- на северо-востоке — с Гаринским городским округом,
- на востоке и юго-востоке — с Махнёвским муниципальным образованием,
- на юге и юго-западе — с городским округом Верхотурским,
- на западе — с Новолялинским городским округом.

### Лесной фонд
Территория округа принадлежит к Среднеуральскому лесному району, таёжной зоне. Преобладает сосна, ель, а также кедр, берёза и осина. Особую ценность представляют кедровые леса. Известные кедровники Якимовский и Монастырский (припосёлковые), Тетеринский, кедровник на Таньковском болоте и др. Земли лесного фонда занимают более 85 % территории округа. Государственный лесной фонд относится к Сотринскому лесничеству (общая площадь — 771418 га; включает часть Махнёвского МО и Серовского ГО). Кроме того, существуют урочища (бывшие сельские леса) — совхозы «Романовский» (13210 га) и «Кошайский» (19938 га).
Фауна типична для таёжной лесной зоны.

### Реки
Основной водной артерией Сосьвинского городского округа является река Сосьва (635 км), протекающая по территории Сосьвинского городского округа с северо-запада на восток, в которую впадают река Ляля (268 км) и ряд других небольших по размеру рек и ручьёв. Из значительных являются Молва (70 км), Негла (26 км), Тесьма (40 км). Река Сосьва судоходна ниже от посёлка Сосьва. Во времена интенсивных лесозаготовок по реке Сосьва осуществлялся молевой сплав.

### Полезные ископаемые
Из разведанных полезных ископаемых на территории Сосьвинского городского округа в разные годы добывались золото, марганцевые, железные и никелевые руды, возможна организация добычи строительного песка, щебня, кирпичной глины.
В юго-восточной части Сосьвинского городского округа разведаны запасы Сосьвинского месторождения подземных минеральных вод, протяжённость ореола распространения которых составляет около 25 км. Согласно заключению «Медицинского научного центра профилактики и охраны рабочих промышленных предприятий» вода из скважины № 6, расположенной в посёлке Сосьва, может быть использована в качестве минеральной питьевой воды для лечения больных хроническими гастритами, колитами, заболеваниями печени и жёлчевыводящих путей, болезнями обмена веществ. В 1997 года ОАО «Метмаш» был организован промышленный разлив Сосьвинских минеральных вод с последующей реализацией через торговую сеть. В районе распространения данного месторождения подземных минеральных вод находятся и другие природные родники (Кошайский и Неглинский).

### Инфраструктура
Транспортная связь с другими населёнными пунктами Свердловской области осуществляется по железной дороге Екатеринбург — Алапаевск — Серов, а также по автомобильным дорогам федерального и областного значения Серов — Сосьва — Гари. Транспортная связь внутри Сосьвинского городского округа осуществляется, в основном, автотранспортом по дорогам федерального, областного, а также районного значения Сосьва — Романово — Маслова — Серов, Сосьва — Кошай — Восточный.

## История
1 января 2006 года в соответствии с распоряжением Правительства Свердловской области № 736 от 30.06.2005 года муниципальное образование со статусом городского округа Серовский район было переименовано в Сосьвинский городской округ, административным центром которого являлся город Серов.
12 июля 2007 года Законом Свердловской области № 85-ОЗ в состав Серовского городского округа были переданы населённые пункты: Морозково, Еловка, Семёново, Поспелково, Андриановичи, Марсяты, Новая Еловка, Красноярка, Ключевой, Первомайский. Административным центром округа становится посёлок Сосьва.

### История местности до образования округа
В XVI—XIX веках возникновение многих населённых пунктов Сосьвинского городского округа связано с освоением земель Зауралья и Сибири, в XX веке с развитием лесной и деревообрабатывающей промышленности и переселением, в том числе вынужденных, людей из других регионов страны.
Первоначально на реке Сосьве поселились вогулы (манси). После похода Ермака (1581 г.) против Кучума началось планомерное освоение зауральских земель русскими людьми. Река Сосьва — важная водная артерия того времени. Это было начало пути на Обь. С 1600 года земли вдоль реки Сосьвы постепенно заселяют русские переселенцы.
Село Кошай основано в 1600 году одновременно с городами Верхотурье и Туринском. Кошайский караул связывал Верхотурье и Пелым. Кошай является не только самым старым поселением в округе, но и одним из самых старых в области (старее его только Пелым).
Появляются деревни Кошаевых, Струниных, Алексеевка, Копылова, Романово, Якимова, Матушкина и другие. Обнаружение на реке Негле солёных родников и выставление караула в Кошае для охраны промысла, учреждение таможни, а затем строительство церкви в 1718 г. способствовало развитию Кошая. Населённый пункт приобрёл статус села. Появился приход. В Сосьвинский приход входили поселения новокрещённых вогул: Мишины, Кумычёвы, Ахмачёвы, Сотрины, Морозковы, Ципилёвы, Онисимовы. В 1816 году в Сосьвинской волости уже было 18 деревень. Самыми значительными поселениями были: Есаулковы, Анисимковы, Копыловы, Денежкины и Мишины.
После постройки города Верхотурья была проложена через город Пелым дорога на Тобольск. Вдоль Тобольского тракта расселёны стрельцы и посадские люди. Появились деревни Монастырка, Матушкина, Маслова, Андреевичи, Семёнова, Алексеевская, Романово и другие.
В 1839 году в деревне Романово построена церковь — населённый пункт приобрёл статус села. В Романовский приход вошли деревни Толмачёва, Монастырка, Якимова, Матушкина, Тараканкова, Денисова, Малый Мыс (Копылова), Паньшина, Титова, Морозкова, Поспелкова, Маслова.
Первое упоминание о деревне Маслова (Ивановичи) появилось в 1734 году. Сложилась деревня из многих маленьких поселений.
Ряд населённых пунктов округа: Молва, Тюменская, Усть-Берёзовка, Усть-Хмелёвка — были основаны в начале XX века после столыпинской реформы переселенцами из Европейской России.
Посёлок Сосьва был образован в 1880 году при строительстве литейного завода. Руководил строительством горный инженер Аполлон Васильевич Никитин. В 1885 году была пущена в действие первая домна. К началу XX века на заводе работало около 3 000 человек. Сосьвинский чугунолитейный завод закончил своё существование 25 мая 1926 года, а с 21 сентября 1932 года в рабочем посёлке Сосьва начал строиться деревообрабатывающий комбинат. С 11 января 1938 года в посёлке Сосьва создаётся отделение Управления Северо-Уральского лагеря НКВД СССР.
Появление посёлка Восточного связано с образованием и развитием Отрадновского леспромхоза (1949 г.), которому был передан Овражный леспромхоз. В 1950-х годах в посёлке Восточный был построен Предтурский ДОК. Поскольку строительство посёлка велось сразу в трёх разных местах, он делится на три микрорайона: Овражинский, Отрадновский и Доковский.
Сосьвинская волость без изменений просуществовала до преобразования её в 1923 году в район постановлением XII съезда РКП(б). До 1931 года Сосьвинский район входил в Уральскую область. В июле 1931 года Сосьвинский район включён в Надеждинский район в качестве Сосьвинского посёлкового совета и сельских советов населённых пунктов, входивших ранее в Сосьвинский район (Постановление ВЦИК от 10 июня 1931 г.). В 1933 году Надеждинский район ликвидирован, его территория присоединёна к Надеждинскому городскому Совету (Постановление ВЦИК от 20 июня 1933 года). В 1939 году город Надеждинск, на основании Указа Президиума Верховного Совета СССР от 7 июля 1939 года, переименован в город Серов. В 1940 году Серовский район образован вновь. В 1959 году Серовский район ликвидируется. Сосьвинский посёлковый совет перешёл в подчинение Серовскому городскому совету. Верхотурский район пополнился Романовским, Кошайским, Масловским и другими сельскими советами. В 1965 году Серовский район был вновь образован.

## Население
| \| 2010[15] \| 2011[16] \| 2012[17] \| 2013 \| 2014[18] \| 2015[19] \| 2016[20] \| \| -------- \| -------- \| -------- \| -------- \| -------- \| -------- \| -------- \| \| 16 346 \| ↘16 298 \| ↘15 899 \| ↘15 499 \| ↘15 138 \| ↘14 747 \| ↘14 317 \| \| 2017[21] \| 2018[22] \| 2019[23] \| 2020[24] \| 2021[25] \| 2023[4] \| \| \| ↘14 040 \| ↘13 889 \| ↘13 723 \| ↘13 657 \| ↘12 825 \| ↘12 648 \| \| 5000 10 000 15 000 20 000 2012 2017 2023 |         |         |         |         |         |         |
| 2010 | 2011    | 2012    | 2013    | 2014    | 2015    | 2016    |
| 16 346 | ↘16 298 | ↘15 899 | ↘15 499 | ↘15 138 | ↘14 747 | ↘14 317 |
| 2017 | 2018    | 2019    | 2020    | 2021    | 2023    |         |
| ↘14 040 | ↘13 889 | ↘13 723 | ↘13 657 | ↘12 825 | ↘12 648 |         |

## Населённые пункты
Сосьвинский городской округ (как и Серовский район с 1 октября 2017 года) включает 24 населённых пункта, в том числе один городской (посёлок городского типа) и 23 сельских населённых пункта:
| №  | Населённый пункт | Тип     | Население |
| -- | ---------------- | ------- | --------- |
| 1  | Сосьва           | пгт     | ↘6963     |
| 2  | Восточный        | посёлок | ↘4316     |
| 3  | Денисова         | деревня | ↘8        |
| 4  | Зелёный          | посёлок | ↘1        |
| 5  | Киселёва         | деревня | ↘0        |
| 6  | Копылова         | деревня | ↘15       |
| 7  | Кошай            | село    | ↘781      |
| 8  | Крапивная        | деревня | ↘2        |
| 9  | Куропашкина      | деревня | ↘3        |
| 10 | Маслова          | деревня | ↘143      |
| 11 | Матушкина        | деревня | ↘12       |
| 12 | Мишина           | деревня | ↘27       |
| 13 | Молва            | деревня | ↘16       |
| 14 | Монастырка       | деревня | ↘10       |
| 15 | Новая Заря       | село    | →0        |
| 16 | Новая Заря       | посёлок | ↗7        |
| 17 | Пасынок          | посёлок | ↘93       |
| 18 | Романово         | село    | ↘323      |
| 19 | Сосьва Новая     | посёлок | ↘6        |
| 20 | Тюменская        | деревня | ↘0        |
| 21 | Угловая          | деревня | ↗7        |
| 22 | Усть-Берёзовка   | деревня | ↘3        |
| 23 | Усть-Хмелёвка    | деревня | ↘6        |
| 24 | Чары             | посёлок | ↘0        |

12 октября 2004 года был упразднён посёлок Источник, располагавшийся в административных границах города Серова, но относившийся к Еловскому сельсовету Серовского района, согласно справочникам административно-территориального устройства и ОКАТО.

## Местное самоуправление
Главы городского округа
- Геннадий Николаевич Макаров
- с 2023 года — и. о. Юрий Григорьевич Колесниченко[30]
- с 2023 года — Евгений Юрьевич Преин[30]

## Экономика
По территории Сосьвинского городского округа проходят магистральные газопроводы СРТО (северные районы Тюменской области) — Урал, Уренгой — Центр и нефтепроводы Сургут — Полоцк, Холмогоры — Клин, расположена линейная производственно-диспетчерская станция (ЛПДС) «Сосьва» Урайского управления магистральных нефтепроводов ОАО «Сибнефтепровод».
Важнейшими отраслями в экономике Сосьвинского городского округа являются лесная и деревообрабатывающая промышленность. Всего на территории Сосьвинского городского округа зарегистрировано 6 государственных предприятий федеральной собственности, 4 муниципальных предприятия, 1 открытое акционерное общество, 1 закрытое акционерное общество, 11 обществ с ограниченной ответственностью и 5 крестьянских фермерских хозяйств, 77 индивидуальных предпринимателей, 3 общественные организации.
Основные лесные и деревообрабатывающие предприятия: ООО «Аргус-СФК», ФБУ ОИК-4 ОУХД ГУФСИН России по Свердловской области, ООО «Таёжное», ООО «Сосьвинский лес», ГУ «Сотринское лесничество», ГУПСО «Сотринский лесхоз», ООО «Торговый дом „Сосьва“», ООО «Отрадновский леспромхоз», ООО «Торговый дом „Заводской“» и другие.

## Достопримечательности
В декабре 2008 года на 21 км автодороги, соединяющей посёлки Сосьва и Восточный, установлен памятный знак — символ географического центра Свердловской области. Установлено, что он расположен на уровне 58 градусов 59,86 минут северной широты и 61 градуса 44, 51 минуты восточной долготы, почти в четырёхстах километрах от Екатеринбурга.

## Особенности
Отдалённое расположение территории и наличие исправительно-трудовых колоний оставило свой отпечаток в восприятии Сосьвинской земли.
В Свердловской области приобрели известность такие поговорки: «Кому Сочи да Гагра — кому Сосьва да Гари», «Три Свердловские дыры — Сосьва, Гари, Таборы».